# Theodore Harold Maiman
Theodore Harold Maiman (11. července 1927 – 5. května 2007) byl americký fyzik a inženýr, považovaný za vynálezce prvního funkčního laseru. Maimanův laser vedl k vývoji mnoha dalších typů laserů.  První laser byl představen v červenci 1960 na tiskové konferenci v Manhattanu Maimanem a jeho zaměstnavatelem, firmou Hughes Aircraft Company.  Maiman získal na laser patent a za svůj objev získal řadu ocenění.

## Život
Narodil se v Los Angeles, nicméně brzy se jeho rodina přestěhovala do Denveru. Jeho otec byl elektroinženýr a Maiman mu často pomáhal s experimenty. V mládí si často přivydělával opravami elektrických spotřebičů a přístrojů.  A po skončení střední školy byl i zaměstnán jako inženýr u radiové společnosti. 
Na konci druhé světové války strávil rok u amerického námořnictva.  Poté nastoupil na University of Colorado, kde získal bakalářský titul z fyzikálního inženýrství. Ve studiu pokračoval na Stanfordově univerzitě, kde obdržel v roce 1951 magisterský a roku 1955 doktorský titul.
Jeho disertační práci vedl významný fyzik Willis Lamb a týkala se podrobných mikrovlnných měření jemné struktury excitovaných atomů helia. Vymyslel také laboratorní vybavení pro Lambovy experimenty. Spolu s Lambem publikoval dva články v Physical Review, jeden z nich spočíval na jeho vlastní výzkumné práci.  Jeho experimentální výsledky byly užitečné při vývoji laseru.
V roce 1956 začal pracovat pro oddělení atomové fyziky u Hughes Aircrafc Company, kde vedl nový projekt vývoje rubínového maseru, který měl mít oproti předchůdcům nižší hmotnost a vyšší výkon. :s.88 Maiman přesvědčil vedení firmy aby mu poskytlo finanční prostředky na projekt vývoje laseru v roce 1959. Získal 50 tisíc amerických dolarů a začal pracovat na laseru na bázi syntetického krystalu rubínu. 
V květnu 1960 jeho laser emitoval první koherentní světlo, veškeré záření mělo stejnou vlnovou délku a bylo ve fázi. Maiman objev publikoval v Nature  a následně publikoval i další dva odborné články týkající se základní vědy a techniky laserů. 
Ještě předtím než se ujal vedení projektu maseru, měl už Maiman koncept polovodičového laseru. O projekt laseru se zajímaly také společnosti IBM, Westinghouse, dále Bellovy laboratoře nebo Kolumbijská univerzita.
V roce 1958 napsali Arthur Leonard Schawlow a Charles Hard Townes analýzu a návrh plynného systému užívacího páry draslíku excitované draslíkovou lampou. :s.216:s.92 Nicméně Maiman shledal v jejich návrhu několik nedostatů a představil vlastní návrh. :s.111:s.226–234:s.170–182
Po vynálezu laseru odešel Maiman s několika kolegy od firmy Hughes a založil roku 1961 vlastní společnost Quantatron, kde vyráběl rubínové krystaly pro lasery. V roce 1962 založil firmu KORAD Corporation, následně se stal i jejím prezidentem. V roce 1971 založil další firmu Laser Video Corporation. V letech 1976-1983 působil jako viceprezident pro pokročilé technologie u firmy TRW Electronics. Později byl poradcem několika laserových center v USA.
Kromě patentu prvního laseru, měl Maiman v oblasti laserů, maserů, laserových displejů, optického skenování a modulace i řadu dalších patentů. 

## Ocenění
Získal Wolfovu cenu za fyziku pro roky 1983/1984. Byl zvolen členem Národní akademie věd Spojených států amerických.